# Télécartophilie
La télécartophilie est le nom donné à la collection des cartes téléphoniques.
Cette collection a pris rapidement son essor dans les années 1980. C'est en Europe, et plus particulièrement en France, pionnière dans l'usage des cartes téléphoniques, que cette collection est apparue et a pris beaucoup d'ampleur. Rapidement les autres pays ont suivi. Des salons, des ventes aux enchères se sont tenus, des catalogues de cote ont été édités et des marchands se sont spécialisés dans ce commerce.
France Télécom, jouissant, en France, de sa position monopolistique a bien accompagné cette vogue lucrative en autorisant la commercialisation de cartes privées émises en acquittant une redevance. Ce support publicitaire a connu son apogée dans les années 1990.
Depuis les années 2000, face à la pléthore des émissions de cartes, au développement du téléphone mobile et des cartes prépayées, le nombre des collectionneurs a fortement diminué et le marché s'est effondré.